# Cirsium rigens
Cirsium rigens là một loài thực vật có hoa trong họ Cúc. Loài này được (Aiton) Wallr. mô tả khoa học đầu tiên năm 1822.